# 佩唐日
佩唐日（法語：Pétange，[petɑ̃ʒ]，[ˈpeːtɪŋən]，[ˈpəɪteŋ] ⓘ）是卢森堡西南部的一个市镇，属于阿尔泽特河畔埃施县。佩唐日位于比法的边界。 
市镇内的其他村镇包括Lamadelaine和Rodange。该市镇是卢森堡最小的市镇之一，但人口却是第五多的。佩唐日是没有城市地位的市镇中人口最多者。

## 体育
- Union Titus Pétange - 足球俱乐部。

## 知名人士
- Chantelle de Rothschild - Crutchfield
- Louis-Phillip de Rothschild - Crutchfield
- 泰西·安东尼
- Jean-Marie Halsdorf

## 姊妹城市
佩唐日与下列城市为姊妹城市：
- 斯洛維尼亞 马里博尔
- 德国 希夫韦勒
- 義大利 斯基奥